# 藤本哲也
藤本 哲也（ふじもと てつや、1940年〈昭和15年〉12月18日 - ）は、日本の法学者・弁護士。専門は、犯罪学・刑事政策・被害者学。Ph.D.（カリフォルニア大学バークレー校・1975年）。中央大学名誉教授。元常磐大学大学院教授。

## 人物
現在、日本刑事政策研究会理事、法務省・性犯罪者処遇プログラム研究会構成員、法務省矯正研修所講師、財団法人矯正協会評議員、全国少年警察ボランティア協会顧問、日本更生保護協会理事、日本被害者学会理事、特定非営利活動法人全国就労支援事業者機構理事、内閣府少年非行事例等調査研究企画分析会議委員長、社会福祉士試験委員、最高検察庁参与。また、2000年まで司法試験考査委員を務めた。
中央大学大学院での指導教授は、市川秀雄（その後、八木國之にも師事）。専門書を読破するだけではなく、ある日、研究室のゴミ箱に捨てられていた週刊誌を拾い、掲載されていた犯罪関連記事からも知見を得るように努めた。フロリダ州立大学大学院修士課程では、犯罪心理学を学んだ。フロリダ州立大学には博士課程がなく、カリフォルニア大学バークレー校へ移る。カリフォルニア州に移動することとなり、その際には自家用車に安く購入したキャンピングトレーラーを繋げて家族を乗せ、自身で運転して大陸を横断した。カリフォルニア大学バークレー校大学院博士課程では、トニー・プラット及びポール・タカギに師事し、犯罪社会学を中心に学んだ。1975年、カリフォルニア大学バークレー校からPh.D.（犯罪学）の学位を授与された。日本人として初めて、アメリカ合衆国の大学での、犯罪学のPh.D.取得だった。当時、カリフォルニア州知事だったロナルド・レーガンが州財政の適正化を理由にカリフォルニア大学の犯罪学部の閉鎖を決定し、藤本はアメリカに残れない状況となり、日本へ帰国することとなる。帰国後、日本の大学の授業で、ロナルド・レーガン大統領を嫌っていると語っている。
1年に1冊の著書を出版することを目標としており、その書数は40冊近くにのぼる。これは犯罪学の研究が遅れている日本が欧米に追い付くためにはそれくらいの努力が必要であろうとの気概から立てた目標である。論文も学術論文のみで700本以上書いており、単純計算すると2週間に1本書いたことになる上、一度も締切を破ったことがない。
2011年3月、中央大学法学部を定年退職。2011年1月17日に最終講義「犯罪学と私」が行われた。退職後は中央大学名誉教授となる。2011年より常磐大学大学院被害者学研究科教授および国際被害者学研究所教授を併任。2016年3月に常磐大学を退職。

## 学歴
- 1940年 愛媛県松山市野忽那島生まれ
- 1963年 中央大学法学部法律学科卒業
- 1965年 中央大学大学院法学研究科刑事法専攻修士課程修了
- 1969年 中央大学大学院法学研究科刑事法専攻博士課程単位取得満期退学
- 1970年 フロリダ州立大学大学院犯罪学専攻修士課程修了（犯罪学修士号）
- 1975年 カリフォルニア大学バークレー校大学院犯罪学専攻博士課程修了（犯罪学博士号[4]）

## 職歴

### 教育機関
現在
- 中央大学
  - 通信教育部指導教員（1965年4月～1969年8月）
  - 法学部兼任講師（1976年4月～1977年3月）
  - 法学部専任講師（1977年4月～1978年3月）
  - 法学部助教授（1978年4月～1981年3月）
  - 法学部教授（1981年4月～2011年3月）
  - 名誉教授（2011年4月～）

過去
- フロリダ州立大学大学院犯罪学部助手（1969年9月～1970年8月）
- 慶應義塾大学法学部非常勤講師（1984年4月～1987年3月）
- アメリカ合衆国ルイジアナ州チューレン大学客員教授（1988年11月～1989年1月）
- 獨協大学大学院非常勤講師（1993年4月～2000年3月）
- カリフォルニア大学バークレー校
  - 犯罪学講師（1972年4月～1973年1月）
  - 客員教授（2000年4月～2001年3月）
- オーストラリア国立大学ロースクール客員研究員（2007年1月～3月）
- 明治大学
  - 法学部非常勤講師（1978年4月～1981年3月）
  - 大学院法学研究科兼任講師（2001年4月～2011年3月）
  - 法科大学院兼任講師（2004年4月～2016年3月）
- 駒澤大学
  - 法学部客員教授（2004年4月～2005年3月）
  - 法科大学院兼任講師（2005年4月～2012年3月）
- 常磐大学
  - 大学院被害者学研究科教授（2011年4月～2016年3月）
  - 国際被害者学研究所教授（2011年4月～2016年3月）
- 中京大学
  - 法科大学院兼任講師（2007年4月～2011年3月）

### 公的機関その他
現在
- 青少年有害環境対策推進事業企画分析委員会座長
- 公益財団法人矯正協会会長（2016年6月～）

過去
- 家庭裁判所調査官研修所非常勤講師（1983年4月～1988年3月）
- 東京高等検察庁非常勤講師（1989年1月～2000年3月）
- 関東管区警察学校非常勤講師（1993年4月～1997年3月）
- 日本比較法研究所所長（1993年11月～1996年10月）
- 法務省矯正研修所非常勤講師 （1981年1月～2011年3月）
- 国連アジア極東犯罪防止研修所客員講師 （1987年2月～2016年3月）
- 法務省矯正研修所東京支所非常勤講師（1989年1月～2016年3月）
- 最高裁判所司法研修所非常勤講師（2001年4月～2011年3月）

## 主張
- 死刑廃止論者であり、廃止までの過渡的措置として「刑執行延期制度」を提案している（『刑事政策概論』[全訂第6版]）。
- 共謀罪に関して国会で参考人として呼ばれ、政府側の立場に立って制定の必要性を唱えた。
- 日本におけるメーガン法制定には反対している。
- 安楽死には慎重な立場。
- 東京都青少年の健全な育成に関する条例への買春処罰規定の導入に関わった。
- ラベリング理論の見地から、日本の刑事司法を分析する。
- PFI手法による刑務所について詳しい学者として知られる。
- 修復的司法に関しては、ベルギー型のモデルを支持している。
- 公訴時効廃止論者。

研究テーマ・活動実績
- 刑務所の歴史
- 少年を取り巻く有害環境
- 少年法
- 少年非行の原因と対策
- 自由刑の起源
- 犯罪者処遇と更生保護
- 在米日本人の犯罪
- アメリカ犯罪学理論

## 著書
- 『Crime and Delinquency among the Japanese-Americans』中央大学出版部（1978年）
- 『犯罪学講義』八千代出版（1978年）
- 『犯罪学入門』立花書房（1980年）
- 『新しい犯罪学』八千代出版（1982年）
- 『犯罪学諸論』成文堂（1984年）
- 『刑事政策概論』青林書院（1984年）
- 『社会階級と犯罪』勁草書房（1988年）
- 『刑事政策　あ・ら・かると』法学書院（1990年）
- 『現代アメリカ犯罪学事典』勁草書房（1991年）
- 『犯罪学原論』日本加除出版（2003年）
- 『刑事政策概論〔全訂第7版〕』青林書院（2015年）

## 門下生
- 漆畑貴久

## 出演番組
- 世界一受けたい授業 - 日本テレビ。2016年6月11日放送[5]